# Новоянисоль
Новоянисо́ль (укр. Новоянисоль) — село на Украине, находится в Никольском районе Донецкой области.

## История
После создания в марте 1925 года Володарского района село вошло в состав района.
В ходе Великой Отечественной войны в 1941—1943 гг. село находилось под немецкой оккупацией.
Население по переписи 2001 года составляло 553 человека.
После начала боевых действий на востоке Украины весной 2014 года село оказалось в прифронтовой зоне. 22 сентября 2017 года на размещённых в районе села военных складах вооружённых сил Украины имел место пожар с детонацией боеприпасов.

## Адрес местного совета
87000, Донецкая область, Никольский р-н, пгт. Никольское, ул. Пушкина, 94, 9-13-34